# Infoética
La infoética o la ética de la información es el campo que investiga los asuntos éticos que surgen del desarrollo y aplicación de las tecnologías informáticas. Da un marco crítico para considerar los asuntos morales sobre la privacidad informacional, la agencia moral (por ejemplo, si los agentes artificiales pueden ser morales), nuevos asuntos medioambientales (especialmente como los agentes deberían comportarse en la infoesfera), problemas que surgen del ciclo vital (creación, colección, grabación, distribución, procedimiento, etc.) de información (especialmente la propiedad y copyright, la brecha digital). La infoética es relacionada con los campos de la ética informática y la filosofía de la información. 
Según Moore (2005) la ética informática se define como la disciplina que identifica, analiza la naturaleza y el impacto social de las tecnologías de la información y la comunicación en los valores humanos y sociales; estos son: salud, riqueza, trabajo, libertad, privacidad, seguridad o la autorrealización personal, democracia, conocimiento, entre otros. Además, involucra la formulación y justificación de políticas para dirigir nuestras acciones y hacer un uso ético de estas tecnologías.
Dilemas en cuanto a la vida de información son cada vez más importantes en una sociedad que se define como "la sociedad de información". La transmisión y el alfabetismo informáticos son asuntos esenciales en establecer una fundación ética que promueve las prácticas justas, equitables y responsables. En términos generales, la infoética examina los asuntos relacionados con la propiedad, el acceso, la privacidad, la seguridad y la comunidad.
La informática afecta a los derechos fundamentales que involucran la protección de copyright, la libertad intelectual, la contabilidad y la seguridad.
Existen códigos profesionales que ofrecen una base para tomar decisiones éticas y aplicar soluciones éticas a situaciones que involucran la provisión y uso de información que reflejan la dedicación de una organización al servicio informático responsable. La evolución de los formatos y necesidades informáticos requiere reconsideración continua de los principios éticos y como se aplican estos códigos. La consideraciones en cuanto a la infoética influencian "las decisiones personales, la práctica profesional y la política pública". Por lo tanto, el análisis ético debe proveer una base para tomar en consideración "muchos y varios dominios" en cuanto a como se distribuye la información.

## Historia
El campo de la infoética tiene una historia relativamente corta pero aun así progresiva que ha sido reconocida en los Estados Unidos por cerca de 20 años. Los orígenes del campo se encuentran en la bibliotecología, aunque ahora se ha expandido a consideraciones de problemas éticos en otros ámbitos que incluyen las ciencias de la computación, el internet, la prensa, el periodismo, sistemas de manejo de información y los negocios.
La evidencia del trabajo académico en este tema puede remontarse a los años 80, cuando un artículo escrito por Barbara J. Kostrewski y Charles Oppenheim y publicado en el Journal of Information Science, discutía problemas relacionados al campo incluyendo confidencialidad, sesgos de información y control de calidad. Otro investigador, Robert Hauptman, ha también escrito extensivamente acerca de infoética en el campo de la bibliotecología y fundó el Journal of Information Ethics en 1992.

### Discusión actual
Dentro de los temas que se debaten hoy en día en el campo de la infoética los más destacados actualmente son:
- Brecha digital: Se pregunta si la existencia de esta brecha corresponde solo a una cuestión meramente técnica.
- Capacitación y medios: Se busca considerar la capacitación como algo esencial para la superación de la brecha digital.
- Contenidos y ejemplos: Se debate acerca de cuándo los contenidos de internet son buenos contenidos, cuándo aportan un valor agregado y en qué casos estos contenidos son ejemplos a imitar.
- Conocimientos y propiedad: Se pregunta en relación de quien posee la propiedad de la información que se encuentra en internet y acerca de los peligros de la comercialización de esta información.
- Multiculturalismo: Se pregunta sobre si internet representa a la diversidad de culturas que existen o si hay una cultura dominante sobre las demás.
- Participación y reglas de juego: Discusión sobre todo acerca del gobierno digital y la democracia digital. Y de las reglas del juego que lo regularan.
- Piratas y terroristas: Debate acerca de cuál es el peligro real del terrorismo informático y sobre la criminalización de esto último.
- Protección de datos personales: Debate acerca de temas acerca de cómo se pueden proteger los derechos individuales en internet, cuanto tiempo y que tipos de datos deberían almacenar los Proveedores de servicios de Internet y si esta protección de estos se contrapone con las amenazas virtuales.
- Naciones Unidas y sociedad de la información: Debate acerca de cómo pueden las Naciones Unidas apoyar la sociedad de conocimiento.

Para Issa Luna Pla los debates que se presentan en la infoética son singulares debido a las características del medio en que se producen y por consiguiente la complejidad de los mismos radicaria fundamentalmente en que:
- Las facilidades tecnológicas del medio tienden a ser usadas en contra de los derechos de las personas.
- Que no existen penas de cárcel para las nuevas formas de crímenes que se producen en internet.
- Y en que en el medio se hace muy difícil encontrar al responsable.

## Características morales de las Tecnologías de información
Dado que estos dos valores son imposibles de reconciliar, probablemente continuaran en el centro de los debates de infoética en un futuro.

### El carácter fundamental de las Tecnologías de información
Al principio de la revolución de las tecnologías de información ya Richard Mason sugirió que los cambios que vendrían en esta materia iban a requerir repensar el contrato social. Pero el rápido cambio en estas tecnologías requiere en verdad una revisión constante del mismo. Estos cambios hacen muy difícil listar y catalogar a cada una de ellas y sus impactos morales respectivos. El hecho de que estos sean tan rápidos y momentáneos ha causado que algunos argumenten que es necesario que se cuestione profundamente la ética del proceso de desarrollar tecnologías emergentes. También se ha argumentado que la siempre cambiante naturaleza de las tecnologías de información está cambiando la habilidad para entender completamente los valores morales de su cambio. Pero incluso dada esta rapidez de su cambio aun así las tecnologías de información o sus aplicaciones pueden ser todas categorizadas en al menos 3 tipos distintos.

#### 1. Valores morales en la documentación de información
Vivimos en un mundo que es muy rico en datos y la tecnología para documentar y almacenar estos datos ha crecido velozmente. La principal preocupación moral aquí es que cuando se recolecta, almacena y/o accede a información sea hecho de una manera en donde cualquiera pueda observar que se hace de manera justa e igualmente beneficiosa para todas las partes involucradas. Como se sabe, en la actualidad cada una de las personas produce una vasta cantidad de información cada día que puede ser documentada y almacenada como datos útiles a los que cuales se puede acceder de manera posterior cuando sea necesario. Pero los problemas morales surgen cuando esa colección, almacenamiento y uso de nuestra información es hecha por terceras parte sin conocimiento y consentimiento de la persona de la cual esa información habla.De acuerdo a algunos profesionales, las tecnologías de información han eliminado completamente la esfera de la privacidad.Donde antiguamente barreras físicas e inconvenientes alejaban a todos exceptos los más tenaces de obtener información, la tecnología ha hecho disponible esta información al clic de un botón o por un poco de dinero.

#### 2. Valores morales en la comunicación y acceso a la información
La tecnología de información ha forzado a repensar una noción de privacidad simple en teorías más complejas que reconocen tanto los beneficios como los riesgos de comunicación en todas las formas de información. Los principales valores morales de preocupación son la privacidad, la propiedad, la confianza y la veracidad de la información que está siendo comunicada.¿A quién se le permite vender historiales médicos, historiales financieros, lista de amigos, historiales de navegador? ¿Si las personas no tienen control sobre estos procesos acerca de su información, entonces como pueden exigir su derecho a la privacidad? Por ejemplo Alan Westin argumento en las primeras décadas de las tecnologías de información digitales que el control de acceso a la información de uno era la clave para mantener la privacidad.
La seguridad de la información también es un valor moral importante que impacta a la comunicación y acceso de la información del usuario. Si se le otorga control de la información personal a terceras partes en intercambio a los servicios que ellas proveen, entonces esas entidades deben ser también responsables de restringir el acceso de la misma a quienes pretendan usarla para dañar al usuario. Con la información suficiente, la identidad completa de una persona puede ser robada y usada para facilitar fraude y robo. Las víctimas de tales crímenes pueden tener sus vidas arruinadas mientras intentan reconstruir su credibilidad financiera y cuentas bancarias. Esto ha llevado a diseños de sistemas de computadoras que son más difícil de acceder u el nacimiento de una nueva industria dedicada a proteger sistemas computacionales.
La dificultad en obtener una seguridad digital completa se debe al hecho que la seguridad es contraria a los valores morales de compartir y apertura que guiaron muchas de los pioneros en las tecnologías de información. Así parece que la tecnología de información tiene una fuerte disonancia entre los valores de seguridad y apertura y que se basa en la disonancia que se encuentra en quienes son los que diseñan estas tecnologías.

#### 3. Valores morales en organizar y sintetizar la información
En adición a almacenar y comunicar información, muchas tecnologías de información automatizan la organización de la información así como también la sintetizan o la crean de manera mecánica. Las máquinas hacen decisiones que tienen impacto moral. Y cada vez más las máquinas hacen decisiones financieras fundamentales en la vida acerca de la gente sin mucha supervisión de agentes humanos. El otorgamiento o no de una tarjeta de crédito, el valor de una hipoteca, el precio que se tiene que pagar por un seguro, etc. son muchas veces determinados por una máquina. La máquina puede aprender también a tomar mejores decisiones dados los resultados de las primeras que tomo. Este proceso de aprendizaje y predicción está basado en matemática y lógica compleja, esta complejidad puede conllevar resultados de predicciones erradas. También pueden malinterpretar los datos de los amigos o conocidos de alguien, sus compras reciente y otros datos sociales, terminando en una clasificación errada de alguien como un terrorista, alterando la vida de la persona de manera negativa. Todo depende del diseño de aprendizaje y el diseño de predicción, los cuales comúnmente son mantenidos en secreto

### La paradoja moral de las Tecnologías de información
Gran parte de los problemas expresados anteriormente hay quienes creen que se explican por la paradoja moral de las Tecnologías de información. Y es que según esta teoría las personas quieren obtener la mayor cantidad de información posible, que sea de preferencia muy fácil de utilizar y que el precio de la misma sea muy bajo. Pero al mismo tiempo quieren que esta información les sea confiable, segura y estable. Maximizar la velocidad y bajo precio de la información disminuye la capacidad de entregarla de manera segura y confiable y viceversa.

## Intentos de guiar la Infoética
Entre las discusiones que se dan dentro del marco de la Infoética diversas organizaciones han intentado proponer soluciones a través de "catálogos de valores" que puedan servir como orientación con respecto al marco jurídico y ético de un orden de la información.

### Carta de los derechos civiles para una sociedad del conocimiento sostenible
Uno de estos esfuerzos más destacados y citados corresponde a la Carta de los derechos civiles para una sociedad del conocimiento sostenible.
Dentro de esta carta generada por la sociedad civil de Berlín en conjunto de la fundación Heinrich Böll destacan los siguientes derechos y valores éticos:
1. El conocimiento es herencia y propiedad de la humanidad y por ello es libre.
2. El acceso al conocimiento deber ser libre.
3. Reducir la división digital debe ser reconocido como un objetivo político de alta prioridad.
4. Todas las personas tienen derecho al acceso ilimitado a los documentos de entes públicos y de entes controlados públicamente.
5. Los derechos de los trabajadores deben garantizarse y ampliarse también en el mundo laboral articulado electrónicamente.
6. La diversidad cultural es un prerrequisito para el desarrollo individual y social sostenible.
7. La diversidad de los medios de comunicación y la disponibilidad de información de fuentes independientes son esenciales para el mantenimiento de un público informado.
8. Los estándares técnicos abiertos y las formas abiertas de la producción técnica y de software garantizan el libre desarrollo de infraestructuras y, por ello, formas de comunicación autodeterminadas y libres
9. El derecho a la privacidad es un derecho humano y es esencial para el desarrollo humano libre y autodeterminado en la sociedad del conocimiento.